# Turistas
Turistas è un film del 2006 diretto da John Stockwell, con Josh Duhamel e Olivia Wilde.

## Trama
Un gruppo di giovani di varie nazionalità (Finn e Liam dal Regno Unito, Alex, Bea e Amy dagli Stati Uniti e Pru dall'Australia) arrivano in Brasile per una vacanza. Un pomeriggio, mentre tutti sono diretti verso l'ennesima meta del loro tour (diversa a seconda del viaggio pianificato), a causa di un rovinoso incidente del pullman che li trasporta, rimangono appiedati, assieme a molti altri passeggeri, in un non precisato punto del territorio brasiliano. Dovendo aspettare altre dieci ore prima del passaggio della corriera successiva, i giovani decidono di allontanarsi momentaneamente dal resto del gruppo per esplorare la zona. Inoltrandosi nella foresta circostante, arrivano ben presto in una vicina spiaggia, dove la presenza di un chiosco con annessa discoteca nel quale bivaccano decine di altri loro coetanei attira subito il loro interesse. Dopo aver conosciuto una coppia di ragazzi provenienti dalla Svezia, il gruppo si abbandona ad una serata di bagordi ed eccessi. Il mattino successivo, all'alba, tutti si svegliano con l'amara sorpresa di essere stati drogati e rapinati dei loro averi. Nel frattempo, i fidanzati svedesi,  narcotizzati e sequestrati da dei criminali locali, vengono uccisi a colpi di machete mentre tentano la fuga.
Gli altri sei ragazzi decidono allora d'iniziare una lunga ed esasperante marcia nella zona circostante, alla ricerca di un passaggio che li porti alla più vicina stazione di polizia. Dopo aver chiesto aiuto inutilmente in un vicino villaggio, finiscono per imbattersi in Kiko, un giovane studente brasiliano conosciuto durante la festa della notte precedente. Dopo essersi offerto di fare loro da guida, il ragazzo li conduce sino ad una villa, che dice essere di suo zio, nel bel mezzo della giungla, affermando che, data la loro situazione, quel luogo è da ritenersi sicuro. Giunti sul posto, apparentemente disabitato (nonostante siano presenti provviste di cibo, vestiti e libri), i giovani turisti si rendono presto conto che tutto, la festa in spiaggia, il furto subito e l'aiuto di Kiko, fanno in verità parte di una macchinazione a loro danno. Il luogo infatti appartiene al Dottor Zamora, uno spietato chirurgo a capo di un'organizzazione che sequestra ignari turisti al fine di prelevare loro gli organi interni per poi rivenderli a inconsapevoli e facoltosi pazienti bisognosi di trapianto a Rio de Janeiro.
Giunto sul posto assieme a dei suoi scagnozzi, il dottore fa imprigionare i ragazzi assieme ai suoi cani, dentro a delle gabbie.
Ad Amy invece, dopo averla spogliata, narcotizzata e adagiata su un lettino in uno stato confusionale inizia a sventrarla viva scorticandole la pancia con l'ausilio di un bisturi. Durante l'operazione le asporta fegato e reni. La ragazza morirà pochi minuti dopo a causa dell'asportazione degli organi vitali e dell'eccessiva quantità di sangue perduta, sotto lo sguardo inorridito di Finn.
Nel frattempo, Kiko, che se n'era andato dopo aver consegnato i turisti al chirurgo, pentitosi per aver collaborato al folle piano dello stesso, torna alla villa, dove libera i suoi amici, iniziando così assieme a loro un disperato tentativo di fuga e cercano di trarre in salvo Finn, precedentemente narcotizzato per essere sottoposto al prelievo degli organi come Amy. Tuttavia, ben presto inseguiti dal medico e dai suoi uomini, rimangono uccisi Finn e l'amico Liam, mentre Alex, Pru e Bea, scappano aiutati da Kiko.
Braccati infine lungo il corso di un fiume, quando per loro sembra non ci sia più via di scampo, dopo che viene ucciso anche Kiko, ma i tre superstiti vengono salvati grazie all'improvviso ripensamento di uno degli indio affiliati al folle chirurgo che, esasperato dalla crudeltà dell'uomo, lo uccide, permettendo così ai giovani di venire soccorsi da alcuni abitanti del luogo, che danno loro cibo e ospitalità prima del ritorno a casa.

## Produzione
Originalmente il film doveva essere girato in Guatemala ma poi è stato adattato per essere girato in Brasile e principalmente in Ubatuba e Lençóis.

## Distribuzione
Il film è uscito negli USA il 1º dicembre 2006, mentre in Italia il 1º giugno 2007.

## Accoglienza

### Controversie
Il film ha causato reazioni negative da parte del governo brasiliano, che lo ha accusato di usare stereotipi e scene eccessive nel rappresentare i presunti pericoli cui sarebbero esposti gli stranieri in vacanza nel Brasile. Uno degli attori protagonisti, Josh Duhamel, si è scusato col governo brasiliano in una puntata del The Tonight Show di Jay Leno dicendo che non era intenzione del film danneggiare il turismo del Brasile.